# 打字員
打字員（英語：Typist），是一位專職用打字機打字的文職人員，他出現於打字機盛行的年代，也消失於打字機沒落的現代。 現在可能還存在專業打字的人材，他們稱為「電腦資料輸入員」，或者通稱「文員」。 不論如何，他們都有共通點。 打字員及資料輸入員的入職條件是，打字要快而準確，有責任心，無錯別字。 打字員是一種辦公室前線職位，工作不求有創意，所以聘請人手時有困難，因此，打字員的職位多數稱為「初級秘書」或文員。 事實，私人秘書的工作之一也是打字。
無論打字員，或者電腦資料輸入員，在某些組織內，需求量仍然很大。 例如
- 有一些學者、作家等，口述或手寫論文之後，交打字公司專業中文打字，再三校對之後作出版、教學、交功課之用。
- 政府部門、官僚架構，公文往來特別多，高級秘書忙於公共關係，所以另外有專職政府打字員。
- 出口公司，入口信用証、船公司、銀行文件也特多，一式多聯（附炭紙）的載貨紙等船務文件，也要打字員、船務文員的專長。